# Caribe
I Caribe, Caribales, Kalinago, Karipuna (tutte denominazioni derivati dal termine proto-caribe karipona "uomini") sono un gruppo di popoli amerindi che attualmente abita molte aree dell'America Centrale e del Sudamerica. Fino al secolo XV avevano una distribuzione molto più ampia che includeva la parte settentrionale del Sud America e molte piccole enclave nel mare dei Caraibi.

## Storia
I Caribe o Carib sono considerati i "Naviganti della Preistoria in America", dando ispirazione al nome di un mare e dei circostanti territori, cosa che fa sì che erroneamente vengano circoscritti a questa regione. I loro centri di dispersione includevano le coste del Nicaragua, di Panama, del Venezuela, della Colombia e delle Guiane, e poi in profondità penetrarono nel continente per il fiume Orinoco e nel Brasile per il Rio delle Amazzoni. Specialmente, furono uno dei primi gruppi ad abitare le Antille, giungendo attraverso l'Atlantico ad altri punti come quella che sarebbe diventata la East Coast e infine, attraverso il fiume Mississippi, fino alla futura Louisiana.
Dal punto di vista linguistico sembra che esista un collegamento tra le Lingue caribe e altre lingue dell'America Latina, motivo per cui Rodrigues e altri autori hanno proposto una famiglia linguistica più grande, Yê-Tupí-Caribe, sulla base di corrispondenze morfologiche irregolari comuni. Questa famiglia ipotetica includerebbe anche lingue parlate in Brasile, Paraguay e Uruguay. Oltre alle popolazioni del Pacifico come i tumacos in Colombia, potrebbero mostrare somiglianze linguistiche con le lingue Caribe, le lingue della famiglia del dipartimento di Chocó.

## Espansione delle popolazioni caribe
La famiglia linguistica caribe ancora oggi è una delle più diffuse dell'America, non soltanto per il gran numero di lingue e tribù che la compongono, ma anche per una certa tendenza espansionistica dei caribe, che in questo modo fece sorgere differenze culturali molto marcate tra le varie zone di popolamento caribe, in seguito all'adattamento all'ambiente e ai contatti con altre etnie.
(Miguel Triana)

### Toponimi segnati dal suffisso "ima"

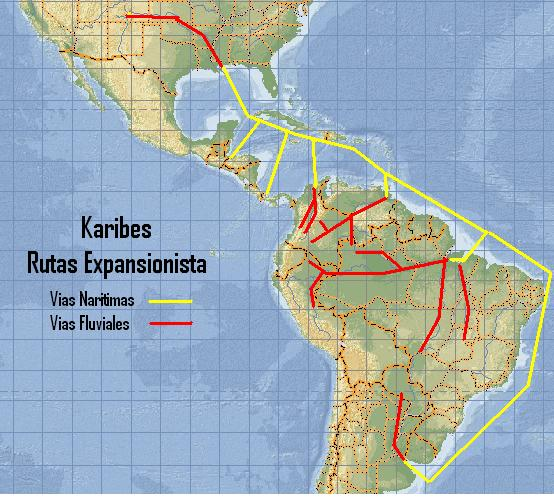
Vie di irraggiamento marino e fluviale della cultura Caribe

Nella toponimia karibe, il suffisso ima, registra le regioni raggiunte da questi navigatori precolombiani di mari e fiumi. Nel nordamerica arrivarono a Yak-ima (Yakima), nel Messico a Col-ima (Volcán de Colima), in Colombia a Tol-ima (Tolima), in Venezuela giunsero a Rora-ima (Tepuy Roraima) e spingendosi a sud, fino in Cile, giunsero a Lla-ima (Vulcano Llaima). Abbiamo innumerevoli oronimie nei sistemi montuosi americani; questo suffisso geografico -ima indicherebbe: "grande territorio".
Molti fattori antropologici permisero l'espansione dei Caribe per quasi tutta l'America; il primo e più ovvio, la grande destrezza nella navigazione fluviale e costiera che consentì loro di superare ostacoli naturali e antropologici, fornendo loro la capacità di costituire grossi gruppi d'invasione. Il secondo fattore che li rese forti è stata la pratica della esogamia, che consentiva la creazione di famiglie miste poligamiche con un discreto grado di parentela, che comportava anche l'aumento di molte conoscenze di botanica, ittiologia, medicina e delle tecnologie del neolitico, tramite la transculturazione. Questi incroci tra individui di etnie diverse irrobustì la genetica delle tribù risultanti e portò a una cultura più ampia e diversificata, il tutto sancito dalla abitudine antropofaga con la quale pretendevano (nella loro visione cosmologica) di appropriarsi della sapienza, dei miti e del coraggio delle altre etnie amerindie.
I territori occupati secondo i riscontri storici si estendevano dal nord del Rio delle Amazzoni (carijona, panares), fino alle falde della Cordigliera delle Ande, dove si segnalano le tribù dei yukpas, caras, mocoas, chaparros, caratos, parisis, kiri-kiris, etc.; e dell'altopiano brasiliano fino alle sorgenti del fiume Xingu: palmella, bacairi, nel Río Negro; Yauperis e Crichanas. In Colombia si diffusero per il Rio Magdalena con le stirpi degli ambigues, muizes, kolimas, panches, kimbaes, putimanes e paniquitaes e navigando l'Orinoco nel suo affluente colombiano Rio Meta con i lignaggi dei tamanaco, tamaes, thahamíes, guakaes, koriguages, kalkaes, yaporoges, yaguae e andakes. Nella Guyana francese: galibis, accavois e calinas.

### Contatti linguistici della cultura Caribe

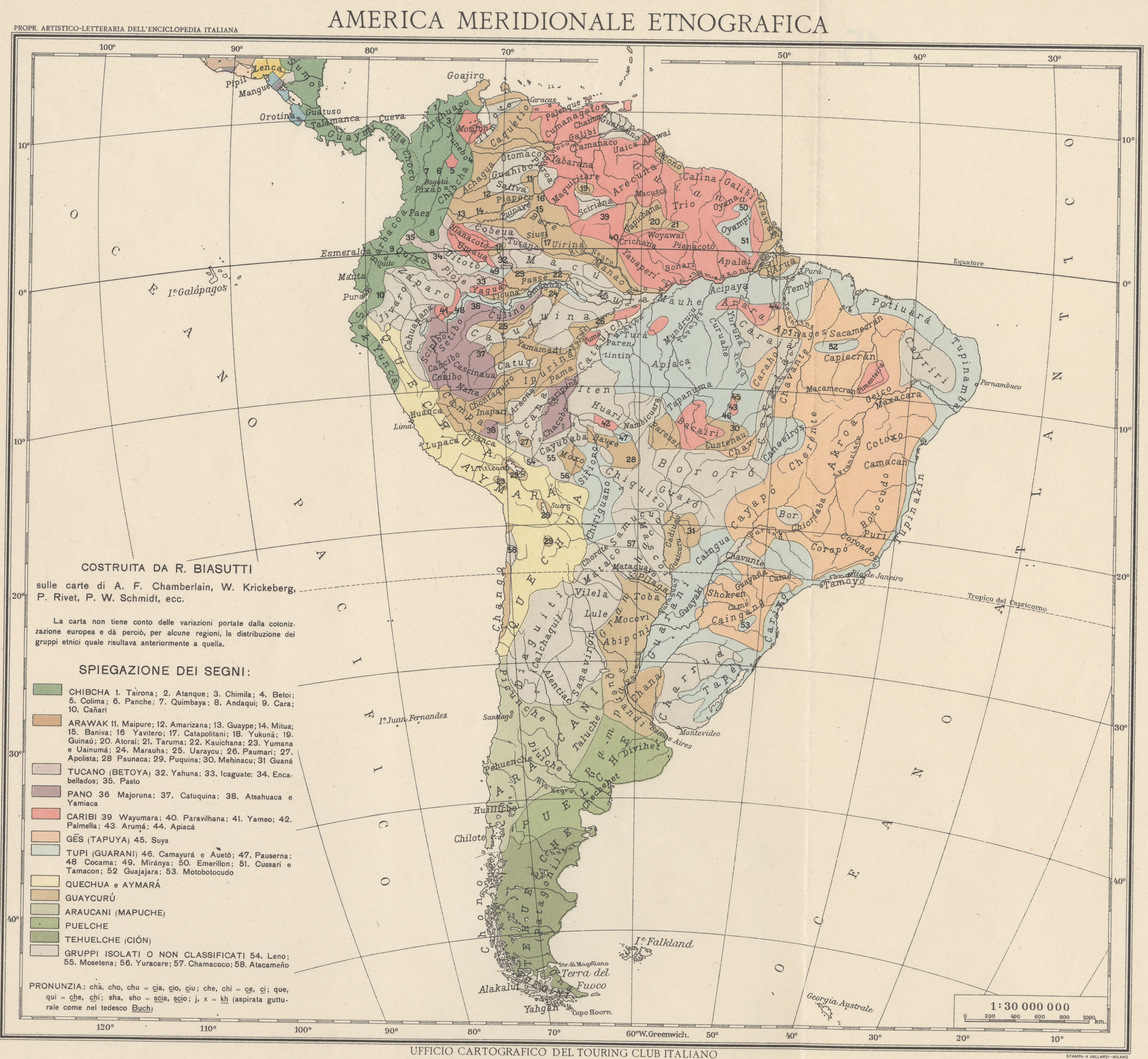
Mappa etnografica del Sud America del 1937. La distribuzione delle popolazioni Caribe è evidenziata in rosa scuro.

Da evidenze linguistiche si ricostruisce l'estensione della cultura Caribe ai seguenti territori occupati: in America equatoriale e insulare troviamo i linguaggi: Pemón, Ye'kuana o Maquiritare, Tamanaku, Chaima, Cumanagoto, Japrería (del Venezuela); i Tukana, il linguaggio Tama, carare-Opone, i Yukpa e i Carijona (in Colombia); akawaya, Macushi-Kapon, Kapon, Patamona, Macushi, Waimiri, Atruahí, Waiwa, Sikiana (in Guayana); i Salumá, Sikiana, Waiwai, Wama, Akurio, Wayana-Trio, Apalaí, Arára, Pará, Ikpeng, Tiriyó, Wayana, Galibi, Kariña, Mapoyo, Eñepa, Yabarana (in Brasile e Guyana francese). Nell'America australe troviamo i linguaggi: Hixkaryána, i Wichí, Kaxuiâna, i Chiquitano, Bakairí, Kuikúro-Kalapálo, Matipuhy, al sud dell'Amazzonia e nel Gran Chaco argentino.

## Aspetti culturali

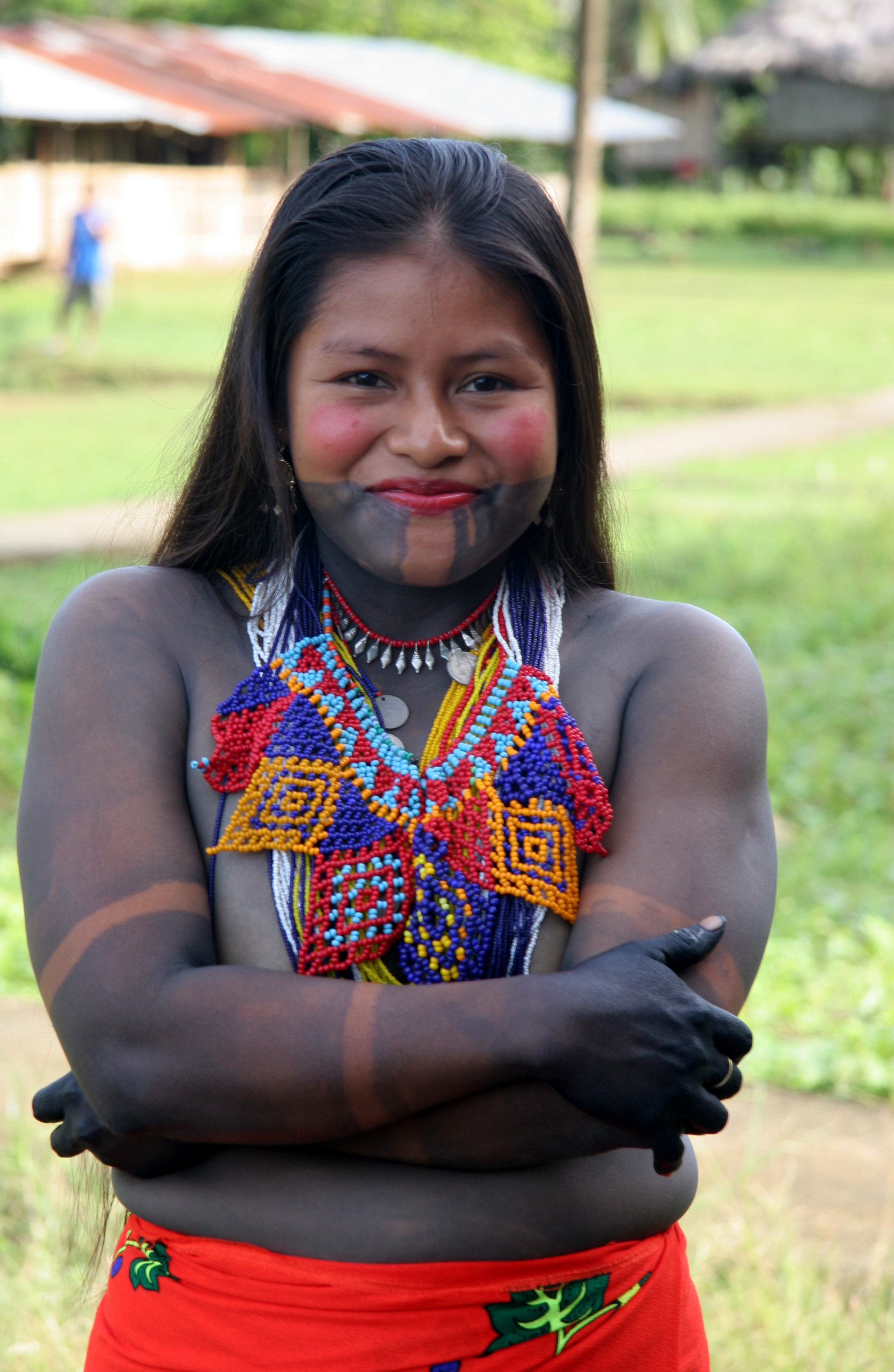
Giovane donna Embera di Panama in abbigliamento da danza.

### Organizzazione sociale
I Caribe si raggruppavano in clan familiari chiamati cacicazgos, mantenendo alleanze come popoli federati. Non risiedevano in villaggi, ma le loro gigantesche capanne costruite in fango rinforzato con canna brava o foglie di palma (sistema noto come "bahareque") erano distanti tra di loro. Nella costruzione impiegavano travi portanti in legno, tetti in palma intrecciata, divisori e pareti interne di canne intrecciate, canna brava, alcuni tipi di cactus. Le aree di lavoro annesse all'abitazione venivano chiamate caney.

### Attività economica
L'abbondanza nel mare dei Caraibi di grosse specie ittiche (curvina, ròbalo, mero, tartaruga marina, wahoo), tanto negli oceani come nei fiumi, consentì loro un'alimentazione altamente proteica. Gli indiani caribe conservavano per lungo tempo il pescato grazie a procedure come la salatura, l'esposizione al sole e al forte e costante vento, in qualche caso affumicavano il pesce. Cucinavano tramite la grigliata barbacoa, ossia utilizzando un tavolo di legno coperto di sabbia di spiaggia (che manteneva e distribuiva omogeneamente il calore). Spesso avvolgevano i cibi in foglie di banana, procedura che portò lentamente agli involtini di mais noti come hallaco iritari.
Nell'agricoltura, come in America centrale, dominava il mais. Ma inoltre si nutrivano di patate, "arracachas", "uchuvas", "yucca", mandioca, coca, tabaco, algodón, cacao, aji, "achira", "avocado", fagioli, "qhuyama", "guayanas", "guaiaba", "mameys".

### Decorazioni corporee
In genere queste etnie delle regioni tropicali avevano l'abitudine di non coprire i genitali o le natiche, e attraverso la nudità venivano distinte le classi di età. Anziani e adulti si coprivano con gonnellini di foglie o pelle, mentre le giovani donne non sposate rimanevano nude, come anche i giovani divenuti guerrieri da poco. Anche i bambini erano nudi fino a che non compivano quindici anni. Adoperavano pigmenti vegetali e minerali per la creazione di tinte cosmetiche, che oltre a fornire protezione contro insetti, erano principalmente un identificativo della famiglia, della tribù e del clan davanti alle altre etnie. Il tatuaggio sulla faccia, identificativo del nome di famiglia, è stato ampiamente descritto da ricercatori che hanno studiato i popoli koriguages; questa tribù utilizza disegni stilizzati di colore nero, rappresentanti l'animale caratteristico della loro famiglia. Tra i disegni più comuni: pipistrello, giaguaro, ragno e scimmia, molto simili a quelli usati dagli Embera e Karajá del territorio del Rio delle Amazzoni e da un buon numero di famiglie appartenenti all'etnia caribe.

### Aspetti antropologici
La modificazione del cranio è un aspetto culturale inequivocabile che permette identificare questi naviganti in tutte le regioni d'America, dal momento che usavano tavolette ortopediche sin da bambini per modificarne la forma.
(Fray Pedro Simon)
Modificavano la forma delle loro braccia e gambe con l'uso di strette pitas (corde di fibre intrecciate), perforavano il naso e il lobulo dell'orecchio, usavano corone in diversi materiali, maschere, diademi di penne, braccialetti e altri pendenti. In generale i caribe utilizzano spesso le decorazioni con penne di uccelli (nel fabbricare le quali sono molto esperti), principalmente tra le tribù ojonas e macusis. Fabbricavano le hamacas delle dimensioni da un letto a quelle di una culla (tessute in telaio con fibre vegetali). L'incoronamento di cacicchi, altri riti e atti vari si tramutavano in feste, dove danzavano al ritmo di maracas, fotuto, yaporojas e altre tamboras, utilizzando bevande fermentate (Chicha) provenienti da diverse piante. Queste feste erano animate da canti e da musica, ballavano danze imitando gli animali. Erano nuotatori molto abili. Tra le armi utilizzate da queste genti troviamo: lance, bodoqueras, archi e frecce, oltre alle macanas, le fionde e la cerbottana.
Una delle tradizioni per noi più inquietanti è la tassidermia umana, vincolo etnico dei Caribe, da loro giustificato come mezzo per catturare l'essenza totale o spirito della vittima, che gli europei, non comprendendo la dimensione spirituale di questi oggetti, giudicarono come macabri amuleti. Ad esempio possiamo citare l'ostentazione delle teste dei nemici ridotte a minime dimensioni, in uno stato superiore di mummificazione, con propositi religiosi.

### Unioni familiari
Le etnie dei Caribe praticavano la poligamia maschile per endogamia ed esogamia, quest'ultima con dimensioni antropologiche molto significative, in rapporto intimo con il carattere espansionista di quest'etnia. Si verifica anche l'esogamia in casi di unioni consensuali, raramente il matriarcato e più frequentemente varianti del tipo patriarcale, seguendo accordi tra le famiglie (ad esempio possiamo menzionare il lignaggio dei Tama). Nelle unioni non consensuali, i Caribe dominavano le popolazioni nemiche, sterminando tutti gli individui di sesso maschile (nemmeno i bambini erano risparmiati), lasciando in vita soltanto le donne dell'etnia sottomessa, assicurando così la trasmissione del materiale genetico in modo patrilineare.

### Antropofagia
Le cronache dei primi storici li descrivono come un popolo praticante l'antropofagia: 
(Fernando Savater.)
Dal loro nome: Karib, i conquistadores spagnoli chiamarono questa condotta "caribelismo", che finì per evolversi nella parola spagnola: caníbal, presto estesa ad altre lingue ("cannibalismo" in italiano).
La pratica del cannibalismo e altre caratteristiche come la diffusione per via marittima e fluviale, sostengono alcuni autori, mettono in relazione gli Ana-Zasi o Yuma (penetrati dal Golfo della California) con i lignaggi dei caribe in America del Nord, che navigando attraverso l'Oceano Pacifico raggiunsero la Bassa California e successivamente l'intera costa occidentale del continente americano.
Le loro modalità espansionistiche li condussero a conquistare gli abitati che permettevano l'esogamia pacifica. Nei villaggi dove questa non era loro consentita arrivarono a compiere stragi di inaudita violenza. Oltre a eliminare i maschi adulti uccidevano gli anziani. Risparmiavano solo le giovani donne e le bambine, mentre persino i bambini maschi erano massacrati senza pietà. Alcuni antropologi avanzano dubbi rispetto alla veridicità ed estensione di questi comportamenti.
Molti ricercatori si domandano quali fossero gli strumenti utilizzati da queste etnie per i sacrifici, alcuni pensano che usassero coltelli in selce, teoria ritenuta da molti come priva di fondamento. In effetti nei musei esiste un grande inventario di strumenti per il taglio, fabbricati dalle etnie karibe, costruite in oro, come quelle fabbricate dalla cultura Pijao della Colombia.
Nel manico recano la figura zoomorfa connessa al cacicco proprietario dell'utensile. Alcuni attrezzi, di grosse dimensioni, erano utilizzati nei sacrifici umani tramite sgozzamento. Lo sgozzamento si realizzava partendo dal basso in alto, con la vittima immobile inginocchiata o in piedi, senza decapitazione. Spesso tramite studi di archeologia forense nell'area dei Caraibi si sono osservate le tracce lasciate dalla lama nelle prime vertebre cervicali.
Le vittime più frequenti nei sacrifici umani Caribi erano i bambini maschi dei popoli sconfitti. Quando non erano trucidati insieme agli altri, i bimbi venivano presi prigionieri. Dopo alcuni giorni venivano fatti inginocchiare, nudi e immobili, e poi erano sgozzati o strangolati. Altre volte, dopo essere stati denudati, erano colpiti alla testa e poi lasciati morire dissanguati, poco a poco.

## Lingua caribe

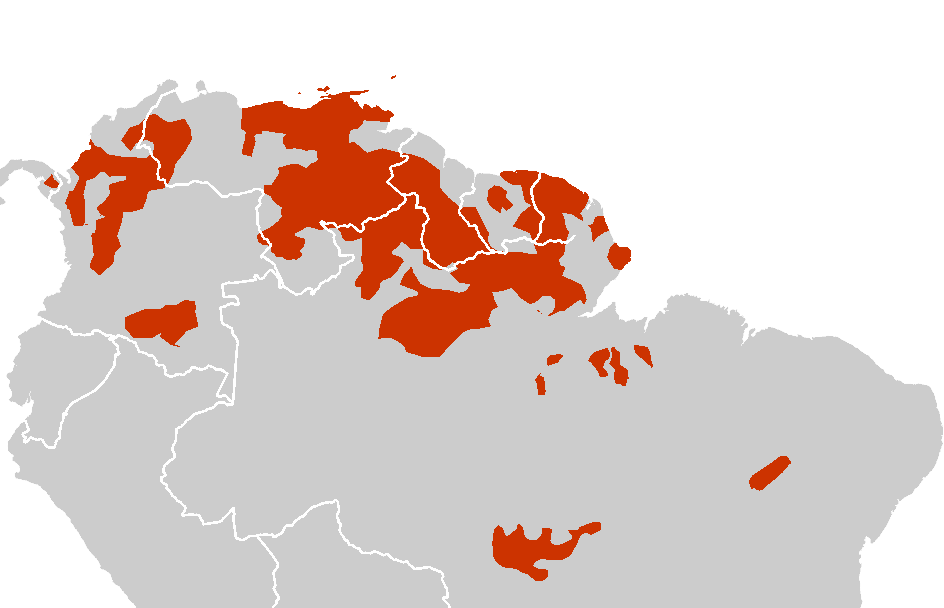
Estensione delle lingue caribe in America Meridionale

Sicuramente esiste un'appropriazione delle lingue straniere tra le etnie caribe. L'uso di stranierismi con la frequente appropriazione dei vocaboli, molto comune al giorno d'oggi, nel corso dei secoli è stato potenziato dalla familiarità nata da unioni matrimoniali, le quali hanno consentito un grande intercambio culturale, non escludente la lingua, ma nonostante ciò queste famiglie hanno mantenuto una riserva di vocaboli di grande antichità, che spesso si è stimato (e calcolato per deriva fonetica) appartenenti a una lingua ipotizzata come paleoamericano (o paleoindio) antica da 5.000 a 8.000 anni, caratterizzata dalle oronimie peculiari Ima, Gua e Ana.
Le lingue caribe formano una famiglia linguistica che attualmente comprende circa 30 lingue derivate dal "proto-caribe". La stima di antichità del proto-caribe lo colloca a circa 3.700 anni fa. Questa famiglia è una delle maggiori dell'America se ci atteniamo alla sua estensione geografica all'arrivo di Cristoforo Colombo. Alcuni autori raggruppano distintamente queste e altre lingue dentro una famiglia più ampia che chiamano Yê-tupí-caribe, basandosi su alcune evidenze indirette, ma questa parentela è ancora oggetto di indagine.

### Fonologia
Le vocali sono: /i, i, e, a, o, u/ (i, è una vocale alta, chiusa, centro-posteriore, non arrotondata). La lingua yukpa possiede vocali orali e nasali, ma manca della /i/.
L'inventario consonantico di una lingua amazzonica può giungere ad avere i fonemi descritti della seguente tavola:
|                    | labiale | alveolare | palatale | velare  | gutturale |
| ------------------ | ------- | --------- | -------- | ------- | --------- |
| occlusiva sorda    | p       | t         |          | k, (kʷ) | (ʔ)       |
| occlusiva sonora   | (b)     | (d)       |          | (g)     |           |
| occlusiva palatale | pʲ      |           |          | kʲ      |           |
| affricata          |         |           | (ʧ, ʤ)   |         |           |
| fricativa sorda    | (ɸ)     | s         | ʃ        | (x)     | h         |
| fricativa sonora   | (β)     | (z)       | (ʒ)      |         |           |
| nasale             | m       | n         | ɲ        |         |           |
| sonorante          | w       | ɾ, (l)    | j, (ɹ)   |         |           |

I fonemi senza parentesi si riscontrano in tutte le lingue caribe, i fonemi tra parentesi son presenti soltanto in alcune di queste lingue.
La formula sillabica è più complessa rispetto a quella che si osserva in altre famiglie delle lingue amazzoniche: (C)(C)V(V)(C).

### Morfologia della lingua caribe
Molte tra le lingue caribe hanno un interessante sistema per designare il soggetto e complemento del verbo che presenta ergatività scissa. Solitamente le forme in prima e seconda persona vengono designate mediante un sistema tipicamente nominativo-accusativo quando sono agenti e con un sistema tipicamente ergativo quando sono passivi. In alcune lingue i fattori che decidono quando si utilizza una designazione di tipo accusativa o ergativa dipendono dal tempo verbale.
Le radici verbali vengono modulate da prefissi o suffissi; ad esempio, il prefisso wos- introduce la nozione di azione reciproca, come negli esempi e:ne "vedere", wos.e:ne "vedersi reciprocamente". Il prefisso we- e le varianti indicano che l'azione espressa dalla radice non coinvolge seconde o terze persone, come exke:i "cucinare" (per altri), woxhe:i "cucinare" (per il proprio consumo). Il suffisso -poti esprime un'azione iterativa, come e:nepoti "andar vedendo" mentre il suffisso -kepi indica l'interruzione dell'azione, come nella forma ene:kepi "non vedere più".
Esempi di suffissi sono pa:to 'al lato di', ta 'in', uwa:po 'vai', comr yu:wa:po "davanti a me", ayu:wa:po "davanti a te".
La numerazione dal 1º al 10 è la seguente: ōwibß (carijona: te'nyi, yukpa: ikúma), ōko (carijona: saka'narI, yukpa:kósa), ōruwa, o:kopaime, aiyato:ne, o:winduwo:piima, o:kotueo:oIima, o:ruwatuwo: piima, o:winapo: sikiri, aiyapato:ro.

### Lessico spagnolo proveniente dalla lingua caribe
Dalle lingue caribe sono stati trasferiti allo spagnolo (specialmente al castigliano parlato in Colombia e del Venezuela) vari termini (americanismos), passati successivamente ad altre lingue: Ajì, balaca bahareque, barbacoa, boga, cabuya, cacique, caney, canìbal, canoa, chicha, fotuto, guaca, huracán, iguana, maiz, manati, maracas, piragua, pisca, tabaco.

## L'arrivo degli spagnoli/portoghesi
(Domingo Sánchez P.)
(Domingo Sánchez P..)
I caribe, come classe navigante del Mare dei Caraibi e dei fiumi e dominatori delle altre etnie stanziali vennero rapidamente spiazzati dai conquistadores e in seguito sono stati sterminati quasi totalmente durante il periodo coloniale (Pijao). Nonostante questo sono stati capaci di conservare alcune isole, come Saint Vicent, Dominica, Santa Lucia e Trinidad. I caribe di pelle nera (garifuna) di Saint Vicent che si erano meticciati con gli schiavi neri di un naufragio vennero deportati nel 1795 all'isola Roatán dell'Honduras, dove i loro discendenti, i garífuna, sono ancora presenti al giorno d'oggi. I britannici percepirono una minore ostilità nei caribi di Saint Vicent e permisero loro di rimanere nell'isola. La fiera resistenza dei caribe rallentò l'insediamento degli europei nell'isola di Dominica e le comunità Caribe che rimanevano in Saint Vicent e Dominica conservarono un discreto grado di autonomia nel XIX secolo. Attualmente in Dominica ci sono circa 3000 caribe, anche se non rimane alcun indigeno che conosca la lingua originale (la lingua dei caribi venne dichiarata estinta nel 1920).

## Alcuni famosi cacicchi dell'etnia Karib
- Indio Guaicaipuro, cacicco "capo dei capi", della tribù Teques, che combatté nel XVI secolo contro gli Spagnoli del conquistador Diego de Losada. Guaicaipuro morì in uno scontro con i conquistadores, che ne sezionarono il cadavere.
- Indio Mara, forse mitico, che si oppose alla colonizzazione spagnola. Forse il suo nome è alla radice del nome della città di Maracaibo.
- Indio Tamanaco, cacicco che si oppose alla colonizzazione del centro del Venezuela e che riuscì ad invadere la Caracas di Diego de Losada.